# (1243) Pamela
(1243) Pamela – planetoida z pasa głównego asteroid okrążająca Słońce w ciągu 5 lat i 167 dni w średniej odległości 3,1 au. Została odkryta 7 maja 1932 roku w Union Observatory w Johannesburgu przez Cyrila Jacksona. Nazwa planetoidy pochodzi od imienia córki odkrywcy. Przed nadaniem nazwy planetoida nosiła oznaczenie tymczasowe (1243) 1932 JE.